# Ben Kenney
Pour les articles homonymes, voir Kenney.
 (septembre 2014).
Si vous disposez d'ouvrages ou d'articles de référence ou si vous connaissez des sites web de qualité traitant du thème abordé ici, merci de compléter l'article en donnant les références utiles à sa vérifiabilité et en les liant à la section « Notes et références ».
Ben Kenney est un musicien américain né le 12 mars 1977 à Brielle, et actuel bassiste du groupe Incubus

## Les débuts avecThe Roots
Il rejoint ce groupe en 2002 en tant que guitariste, et participe à l'enregistrement du cinquième album studio, Phrenology, qui sera couronné de succès. Il quittera cependant la bande peu après la sortie de cet album pour rejoindre Incubus, et sera remplacé au sein de « The Roots » par le guitariste "Captain" Kirk Douglas.

## Incubus
Ben Kenney débarque dans le groupe américain Incubus en 2003, à la suite du départ du bassiste Alex Katunich (alias Dirk Lance), parti après la tournée de l'opus « Morning View », pour divergences musicales avec le reste de la bande.
Son arrivée au sein du groupe aura également été grandement influencée par sa participation au projet « Time Lapse Consortium », un supergroupe créé par le guitariste et le batteur d'Incubus, Mike Einziger et Jose Pasillas, au début de 2003. Bien que ce groupe éphémère ne donna qu'un seul concert, il attira un nombre considérable de fans lors de ce spectacle au « Roxy Theater » (le 24 janvier), avant que les membres ne se remettent chacun à leurs projets respectifs, juste après une seconde représentation à la Knitting Factory de New York (le 29 août).
La sortie de A Crow Left of the Murder... (2004) marquera un tournant dans le son d'Incubus, les tights riffs de Kenney remplaçant dès lors les funky basslines de Dirk Lance.
multi-instrumentiste, Kenney joue couramment de six instruments, et notamment de la batterie dont il partage occasionnellement les solos sur scène, avec Jose.

## The Division Group(Supergrub)
Membres :
- Neal Evans (Soulive)
- Ashley Mendel

Album : Saturnize, 2006

## Carrière Solo
Auteur-compositeur interprète
- 26, 2004
- Maduro, 1re mars 2006

Il a aussi travaillé en studio pour certains artistes dont Justin Timberlake, Faith Evans, Erykah Badu, Blackalicious, Timbaland et DJ Jazzy Jeff.

## Matériel
- Lakland Joe Osborn (Jazz bass)
- Bob Glaub (Precision)
- Line 6
- Ampli Mesa Boogie